# تفجير مقهى أبروبو
تفجير مقهى أبروبو أو تفجير كافيه أبروبو هي عملية فدائية نفذها الشهيد موسى عبد القادر غنيمات أحد أعضاء فرقة صوريف التابعة لكتائب الشهيد عز الدين القسام داخل مقهى أبروبو بتاريخ 21 مارس 1997 في تل أبيب. قتل على إثرها 3 نساء وجرح 48.

## الهجوم
وقع الهجوم في 21 مارس 1997 عشية عيد بوريم حوالي الساعة 13:40، عندما فجر فلسطيني عبوة ناسفة أخفيت في حقيبة يد في مدخل المقهى في تل أبيب. قتلت قوة الانفجار ثلاث شابات في أوائل الثلاثينيات، وكانت إحداهن حبلى بالشهر الثالث.

### الخسائر
قتل الأشخاص التالية أسماؤهم في الهجوم:
- ميشال أفراهامي، 32 عاماً.[3]
- يائيل جلعاد، 32 عاماً.[4]
- عنات وينتر روزين، 32 عاماً.[5]

### مرتكب الهجوم
تم التعرف على مرتكب الهجوم وهو موسى عبد القادر الغنيمات من مدينة صوريف بالضفة الغربية، وكان عضواً في خلية تابعة لحماس يديرها قريبه إبراهيم غنيمات الذي تم أسره في عام 2005، وكانت الخلية التي كانت تعرف باسم «فرقة صوريف» مسؤولة أيضًا عن عدة هجمات أخرى ضد أهداف إسرائيلية. كان يعتقد - في مرحلة ما على الأقل - أثناء التحقيقات أن مرتكب الهجوم لم تكن لديه نية للموت كمفجر انتحاري، لكن جهاز التوقيت اختل.

## فيما بعد
في أعقاب الهجوم، وجدت مديرية الاستخبارات العسكرية الإسرائيلية لأول مرة أدلة واضحة تثبت أن الزعيم الفلسطيني ياسر عرفات كان يشجع ويشن هجمات مسلحة على المدنيين الإسرائيليين داخل إسرائيل من أجل دفع المفاوضات مع إسرائيل.
تم وضع نصب تذكاري بالقرب من موقع الهجوم الذي أنشأه الفنان أليعازر فيشوف، ويصور النصب ثلاثة ورود مقطوعة.
يُذكر هذا الهجوم بين الجمهور الإسرائيلي، جزئياً، بسبب الصورة التي التقطت لطفلة تبلغ من العمر ستة أشهر مرتدية زي مهرج نجت من الهجوم عندما قامت والدتها بحمايتها بجسدها من القوة الانفجار. في يناير 2015، انضمت تلك الفتاة، التي تم التعرف عليها باسم شاني وينتر، إلى قوات الدفاع الإسرائيلية برفقة شرطية المرور التي كانت تحملتها في الصورة.

## تفاصيل العملية
نفذت العملية بتاريخ 21 مارس 1997، عشية عيد بوريم اليهودي، في حوالي الساعة 13:40. استشهد موسى أثناء محاولته وضع حقيبة ناسفة «تفجير عن بعد» في مقهى «ابوربو» بمدينة تل الربيع المحتلة (تل أبيب) في صبيحة يوم الجمعة، وبسبب خلل لم يحدد أدى إلى مقتل 3 وإصابة العشرات. وحسب المصادر الإسرائيلية: أودت العملية بمصرع ثلاث نساء في الثلاثينيات من العمر، كانت إحداهن حامل لمدة ثلاثة أشهر.
أسماء المقتولين في العملية:
- -ميشال ابراهامي، 32
- يائيل جلعاد، 32
- عنات وينتر روزين، 32

كان الشهيد موسى عبد القادر غنيمات أحد أعضاء خلية «صوريف» الشهيرة التابعة لكتائب الشهيد عز الدين القسام الجناح العسكري لحركة المقاومة حماس، حيث شارك في عشرات محاولات أسرى جنود ضمن الخلية بهدف المساومة عليهم والإفراج عن الأسرى الفلسطينيين من سجون الاحتلال.

## جثة منفذ العملية
بعد مرور 17عاما على استشهاده، حمل شبان في بلدة صوريف جثمان الشهيد موسى عبد القادر غنيمات، وشاهدوه وهو بكامل جسده وكأنه لم يفجر جسده، باستثناء بعض الإصابات المتفرقة في جسده، فيما غمسوا أيديهم بدمه. وتقول زوجته «إن موسى ترك لها ولدين وبنتين وعندما تركهم كان أكبرهم عمره خمس سنوات وأصغرهم أربعة أشهر، وهم الآن أكبرهم في السنة الثانية في جامعة الخليل، والصغير يبلغ من العمر 17عامًا وهو في الصف العاشر». وفي تصريح للمركز الفلسطيني للإعلام: والحقيقة التي عرفها مراسلنا أثناء زيارته لبلدة صوريف وجلوسه مع ذوي الشهيد، أن موسى غنيمات الذي نفذ عملية مقهى (ابوربو) في تل أبيب عام 1997، هو خال الشهيد مأمون النتشة الذي استشهد قبل ما يقارب العام ونصف في مدينة الخليل ومنفذ عملية بني نعيم التي قتل فيها أربع صهاينة مع الشهيد نشأت الكرمي.